# Mai-HiME
Mai-HiME (舞-HiME Mai-HiME?) es una serie de anime creada por Sunrise, Inc. Dirigida por Masakazu Obara y escrita por Hiroyuki Yoshino, la serie se transmitió primero por TV Tokyo desde septiembre de 2004 hasta marzo de 2005. La serie contiene drama y comedia enfocándose en las vidas de las HiMEs - chicas con poderes mágicos - quienes están siendo reunidas en la Academia Fuuka para un propósito oculto.
La serie fue licenciada para Norteamérica por Bandai Entertainment y para Europa por la subsidiaria de Bandai, Beez, el primer DVD Norteamericano se lanzó a finales de marzo de 2006. También tiene un manga, el cual posee una historia diferente. Una segunda temporada, llamada originalmente "舞☆MAiD" (Mai Star Maid), y en definitiva  "舞乙HiME" (Mai-Otome), y que se publicó tanto en anime como manga, repitió la fórmula de dos historias paralelas.

## Argumento
Mai Tokiha es una joven estudiante de preparatoria y hermana mayor de Takumi, en la que ambos obtuvieron una beca a la prestigiosa Academia Fuuka (Fuuka Gakuen). Mientras tomaban un ferry como unas mini vacaciones antes de ir a su nueva escuela, su hermano avistó a una joven niña que estaba flotando en el mar, y estaba aferrada a una gran espada negra. Entonces Mai fue la única en el ferry en aplicar la respiración cardiopulmonar. Después de reanimar a la chica, Mai se da cuenta de que la chica tiene una marca de nacimiento idéntica a la suya. El misterio parece terminar ahí, hasta que la persona que dejó a la chica misteriosa en el mar se acerca al ferry.

## Personajes
Mai Tokiha (鴇羽 舞衣 Tokiha Mai?)
Voz por: Mai Nakahara
Mai es la protagonista de la serie. Es una persona muy confiada, no vacila en decirle a los demás sus problemas, aunque durante la serie luce un poco confundida en lo que realmente quiere, hasta que su hermano le ayuda a descubrir la verdad. Es una estudiante de primer año en clase superior, y su compañera es Mikoto Minagi. Sus pasatiempos son trabajar medio tiempo en un restaurante y cuidar de Takumi Tokiha, su hermano menor, el cual tiene una enfermedad en el corazón. Mai crea unos aros de fuero que giran alrededor de sus muñecas y tobillos que la ayudan a crear escudos y columnas de fuego. Su Child se llama Kagutsuchi, es uno de los más poderosos, con la capacidad de cambiar de forma (no muy a menudo) y controlar el fuego.
Mikoto Minagi (美袋 命 Minagi Mikoto?)
Voz por: Ai Shimizu
Mikoto Minagi juega un importante papel en la historia de Mai, mientras que ella tiene su propia historia. Está en el tercer grado de la clase media, al igual que su compañera Nao Yuuki. Le gusta estar con Mai, sea caminando al lado o colgándose de ella. También tiene un problema con la comida picante, y consumiéndola la transforma en una versión más salvaje de ella corriendo en cuatro patas buscando agua. Mikoto es la HiME más fuerte de todas en el sentido físico, aunque es casi una niña, posee una condición física y fuerza envidiables. A ella se le ve con su espada de dos manos, Miroku, a la mano o con una funda negra. Esta espada al ser tocada por otra HiME aparte de Mikoto abre los ojos y "algo pasa" (refiriéndose al hecho de que la espada reacciona cortando algo o provocando un accidente), es muy resistente y posee la capacidad de hacer cortes gigantes y sacar puntas de sí misma desde el suelo.
Natsuki Kuga (玖我 なつき Kuga Natsuki?)
Voz por: Saeko Chiba
Natsuki Kuga es una persona seria y solitaria, ella tiene una moto ficticia (una Ducati de carreras DRIII). Su única amiga al iniciar la serie es Shizuru Fujino; prefiere trabajar sola, pero durante el transcurso de la serie ayuda a Mai. Natsuki también trabaja con Kaiji Sakomizu y Yamada para completar sus misiones. Su madre murió en un accidente provocado por el "Primer Distrito". Debido a eso, ella busca destruirlos.
El Elemento de Natsuki es un par de pistolas de cañón corto que disparar balas elementales. Aparentemente puede lanzar un número infinito de estas balas. Su Child se llama Dhûran, y es una entidad plateada y metálica muy similar un lobo. Su nombre tiene origen en el perro que tenía Natsuki antes de la muerte de su madre y que murió en el mismo accidente. Dhûran tiene un par de cañones en su espalda y es capaz de ejecutar distintos tipos de ataques de energía y de projectiles, entre ellos: Silver Cartridge (Cartucho Plateado), Chrome Cartridge (Cartucho de Cromo) y Flash Cartridge (Cartucho Flash). Dhûran cambiará de forma en su último combate, donde Natsuki revelará sus auténticos sentimientos, repercutiendo en el poder de su Child.
Yuichi Tate (楯 祐一 Tate Yūichi?)
Voz por: Tomokazu Seki
Yuuichi es un miembro del consejo estudiantil de la academia Fuuka. Aparece en el mismo barco que Mai cuando se dirige a la academia, y rápidamente los dos crean malas impresiones del otro. Shiho Munakata lo llama hermano mayor, aunque son sólo amigos. Durante la serie tiene problemas para aclarar sus sentimeientos con Mai y Shiho, se siente impotente puesto que no puede ayudar a Mai en lo relacionado con las HiMEs.Al final le dice sus verdaderos sentimientos a Mai
Midori Sugiura (杉浦 碧 Sugiura Midori?)
Voz por: Yukari Tamura
Midori aparece por primera vez como una de las compañeras de trabajo de Mai en el Restaurante Linden Baum. Ella dice tener 17 años de edad, nadie le cree, dado que tiene 24 años en realidad. Ella es amiga de la enfermera de la escuela, Yohko Sagisawa, compañera de universidad de ella y que finalmente se convierte en una maestra en la Academia Fuka. Uno de los especiales de DVD revela que Yohko se reunió el primer día con Midori y Yohko sugirió que Midori tiene una "cosa" para los hombres mayores. Ella posee un Child del viento que es como un gran carruaje y materializa una especie de Hoz con la cual pelea.
Akira Okuzaki (尾久崎 晶 Okuzaki Akira?)
Voz por: Sanae Kobayashi
Akira comparte habitación con Takumi Tokiha. Su personalidad contrasta con la de Takumi totalmente, mientras que Takumi es del tipo tímido, Akira posee una voluntad firme y una personalidad enérgica, Akira puede parecer como un hombre, pero en realidad es una mujer que se hace pasar por hombre, y no debe revelar esto puesto que desciende de un clan Ninja (lo que la hace una "Kunoichi"), y debe eliminar a todo aquel que sepa su secreto. Takumi se refiere a ella al principio como "El ninja secreto". Su Child es un gran sapo metálico con un gran poder de fuego. Ella puede materializar una especie de kunai doble. Al pasar la serie empieza a enamorarse de takumi, cuando el descubre que es mujer trata de matarlo pero finalmente decirle no hacerlo, se le declara a takumi y este la acepta, en el último capítulo se revela que se va a Estados Unidos para cuidar de takumi en su operación.
Shiho Munakata (宗像 詩帆 Munakata Shiho?)
Voz por: Sakura Nogawa
Shiho Munakata es una compañera de la infancia de Yuuichi, quien lo llama afectuosamente "Hermano" (Onii-chan) aunque no están emparentados. Está en la escuela media, y rápidamente se hace amiga de Mai y Mikoto. Ella es una doncella en el templo de su abuelo. Está enamorada de Yuuichi, y le dice a Mai que espera casarse con él.
Miyu Greer (深優・グリーア Miyu Guria?)
Voz por: Kiyomi Asai
Miyu inicialmente aparece como una niña con Mai Tokiha en la clase y es la hija adoptiva de Joseph Greer, el sacerdote residente de la Academia Fuuka. Ella es amable hacia Mai, haciendo extraños comentarios sobre el clima, desastres y la cantidad de precipitaciones como si fuera material de un centro meteorológico nacional, es muy protectora de Alyssa Searrs. Ella es una Cyborg, que posee una espada que puede neutralizar poderes HiME y a sus Childs.
Alyssa Searrs (アリッサ・シアーズ Arissa Shiazu?)
Voz por: Yuko Miyamura
Alyssa aparece por primera vez en la Academia Fuka en el coro, donde es bien conocida alrededor de la escuela por su maravillosa voz y que comúnmente es llamada el "Angel Dorado". Alyssa es vista a menudo aferrada a Miyu a quien ella conoció cuando le regaló su primer muñequito de nieve hecho por ella misma, y rara vez habla. Ella es del instituto Fuuka. Ella es una HiME artificial también conocida como la HIME Falsa, capaz de invocar Orphans. Su ser más querido es su padre y posee un Child llamado Artemis, que flota en una especie de estación con cañón espacial, la cual posee un gran poder de tiro y es de color dorado. Ella nació para traer la "Nueva Era Dorada".
Takumi Tokiha (鴇羽 巧海 Tokiha Takumi?)
Voz por: Yugo Takahashi
Takumi es el hermano menor de Mai, se les ve por primera vez en el barco hacia la Academia Fuuka. Él sufre de una enfermedad cardíaca, y debe tomar medicinas que siempre lleva. Cuando eran niños Mai debía vigilar a Takumi, pero el cayó a un río y su madre saltó para salvarlo, lo que causó que ella quedara hospitalizada y muriera poco después. Mai trabaja medio tiempo en varios trabajos para pagarle las medicinas a Takumi. Al principio no se llevaba muy bien con akira, pero más adelante comienzan a ser amigos, cuando descubre que akira es un ninja quiere ayudarlo paro esta no lo deja, finalmente al darse cuenta de que akira es mujer se empieza a enamorar de ella, al final el y akira viajan a Estados Unidos para que lo operen.
Shizuru Fujino
Voz por: Shindou Naomi
Presidenta del Consejo de Estudiantes. Es conocida por su afición al té. El carácter de Shizuru es dual. En público se muestra como una mujer de ideas claras, independiente, segura y muy competente en cuanto a sus actos como Presidenta del Consejo de Estudiantes. De carácter agradable y dulce, tiene muchas fanes del propio Fuuka Gakuen de edades comprendidas entre los quince años que la toman como ejemplo a seguir. Pero a lo largo de la serie descubrimos cuales son sus dudas e incertidumbres internas, que la muestran como una mujer especialmente frágil y dependiente. Esta parte de la personalidad de Shizuru sólo se muestra ante Natsuki Kuga, de la cual está profundamente enamorada desde que la conoció a los 15 años de edad. El Elemento de Shizuru es una Naginata de hoja retráctil, la cual le permite atrapar a sus enemigos atándolos como si fuera un lazo. Su Child, Kiyohime, es una especie de calamar gigante, que cada tentáculo tiene forma de serpiente, que lanza ráfagas de aire por la boca. Al igual que el Child de Natsuki, Kiyohime también sufrirá ciertos cambios físicos originados en la determinación que empuja a Shizuru.
Nao Yuuki
Voz por: Yuuka Nanri
Va en la misma clase que Mikoto. Su Child se llama Julia, una especie de araña, la cual usa para robarle el dinero a hombres pervertidos con los cuales contacta a través de mensajes con el móvil. Su elemento es una garra metálica que lanza hilos que pueden quemar lo que tocan. A pesar de que usa su cuerpo para atraer a los hombres, ningún hombre le ha tocado. Su persona más querida es su madre, la cual está en coma.
Akane Higurashi (日暮 あかね Higurashi Akane?)
Voz por: Junko Iwao
Amiga de trabajo de Midori y Mai. Ella es una HiME que materializa una especie de tonfa, su Child se llama Harry y es una especie de pantera amarilla, cuyo ataque es absorber y moler en su interior a todo aquel que se atraviese. Su Child fue destruido por Miyu, como un experimento que ella pretendía para averiguar ciertos secretos de las HIME. Al ver esto, Akane presencia la muerte de su Child y se desespera porque piensa que va a morir, pero en realidad ve morir a su persona más querida Kazu-Kun, lo que le provoca un choque emocional muy fuerte para luego ir a parar a un Hospital Psiquiátrico.
Yukino Kikukawa
Voz por: Mamiko Noto
Forma parte del consejo estudiantil, su personalidad es tímida aunque sea en verdad muy lista. Ella es una amiga de la infancia de Haruka Suzushiro, la cual fue protegida por esta y le tiene una gran admiración. Se lleva muy bien con Mikoto.Su Child se llama Diana, ella utiliza unos espejos como monitores del cual ve lo que pasa cuando su Child elinimo usu esporas.
Yukariko Sanada
Voz por: Kikuko Inoue
Monja de la Iglesia católica de Fuuka Gakuen. También es una HiME, su Child es Vlas(o Vulas), el cual crea ilusiones. Su Elemento es un arco de doble cuerda. Fue la causante de que comenzaran las peleas HiME por una ilusión creada por Vlas.
Youko Sagisawa
Voz por: Akiko Kimura
Amiga de la infancia de Midori, es a la que acude ella cuando llega a Fuuka, proporcionándole un puesto como profesora. Es la enfermera de Academia.
Nagi Homura
Voz por: Akira Ishida
Es el encargado de que el 'carnaval' de las HiME se lleve a cabo como debe hacerse. Se encarga de enviar algunos de los Orphan(Huérfanos) y de avisar a las HiME en momentos puntuales sobre peligros inminentes. Es el sirviente del Lord Kokuyouseki (Lord Obsidiana).
Reito Kanzaki
Voz por: Toshihiko Seki)
Es dos años mayor que Mai. En realidad él es el hermano mayor de Mikoto, pero es poseído por un demonio inmenso. Verdaderamente se ha enamorado de Mai, e intenta aprovechar las confusiones para acercarse a ella.
Haruka Suzushiro
Voz por: Ryōka Yuzuki
Ella desempeña el papel de Prefecta y tiene un temperamento alto. Debido a su origen, suele cometer errores en su habla. Su mejor amiga es Yukino Kikukawa. Siempre ha considerado su rival a Shizuru, pero ella no le presta atención.

## Terminología
- HiME, también llamadas Valquirias, es la abreviación de "Highly-Advanced Materializing Equipment" y se refiere a las mujeres que tienen la habilidad de materializar objetos a partir de los fotones (además del juego de palabras, "Hime" en japonés significa "princesa"). Las HiME pueden ser identificadas por una marca de nacimiento que todas las poseen en la parte de su cuerpo que está regida por su signo zodiacal. Además, sólo las HiMe pueden ver una estrella roja en el cielo cerca de la Luna.

- Elementos, son las armas creadas por las habilidades de las HiME de materializar objetos. Ellos sirven como prueba de que una HiME debe estar consciente del poder que tiene. Pueden ser desde armas de lucha cuerpo a cuerpo como espadas , más complejas como armas de fuego.

- Child (Infante), es el nombre de poderosos monstruos que eligen ser guardianes y protectores de las HiME. A cambio de su protección, las HiME deben poner la vida de la persona más valiosa que conozca. Si el Child muere, esa persona también morirá. Además si la HiME también muere, los tres (La Hime, el Child y la persona más querida de la HiME) morirán.

- Mai-HiME, también conocida por el título alternativo de "Dancing Princess" (Princesa Danzarina), traducción literal para "Mai Hime". Este traducción no está del todo equivocada; pero obedece más a un juego de palabras con la palabra "Hime". Sucede lo mismo con "My-Hime" Princesa Mía (este otro juego de palabras es característico del lanzamiento en inglés de la serie) que es como también conocen a Mai dentro de la serie.

- Orphan(Huérfano), son criaturas monstruosas que las HiMEs deben combatir. Nagi explicó en uno de los omakes de la serie que los Orphan son lo mismo que un Child pero que al no haber hecho contrato con una HiME adquirieron esa forma horripilante.

## Media

### Anime

#### Lista de episodios
1. Sore wa ☆ otome no ichidaiji (それは☆乙女の一大) Esto ☆ es un gran problema para una dama
2. Himitsu no hōkago? (ヒミツの放課後？) ¿Secretos después de clase?
3. Honoo no Mai/Hoshi no chikai (炎の舞／星の誓い) Mai de fuego/Juramento de la estrella
4. Kaze no i・ta・zu・ra (風のイ・タ・ズ・ラ) Travesuras del Viento
5. Ame――. Namida…… (雨――。涙……) Lluvia――. Lágrimas……
6. Moeru jūnanasai (^^;)(もえる十七歳(^^;)) Ardientes 17 años(^^;)
7. Maigo no konekotachi (迷子の仔猫たち) Gatitos perdidos
8. Taisetsuna mono. (たいせつなもの。) Algo importante
9. Umi to otome to Natsuki no himitsu♪ (海とオトメとなつきのヒミツ♪) Doncellas del mar y el secreto de Natsuki♪
10. Keeki taisaku ikusa!!!! (ケーキ大作戦!!!!) ¡¡¡¡Guerra de Tartas!!!!
11. Hikari to yami no wamai (rondo) (光と闇の輪舞（ロンド）) Batalla entre luz y oscuridad
12. Tenshi no hohoemi (天使のほほえみ) Sonrisa Angelical
13. ～Tamayura no yoru～ (～たまゆらの夜～) ～La noche de Tamayura～
14. Nerawareru gakuen (ねらわれる学園) Objetivo, la academia
15. Tenkakeru ﾐ☆ joshikousei (天翔ける ﾐ☆ 女子高生) Chica de instituto ﾐ☆ a través de la galaxia
16. Ｐａｒａｄｅ♪ Desfile♪
17. Usotsukina, kuchibiru (うそつきな、唇) Mentirosos, labios
18. ――Hajimari.(――はじまり。) ――Comienzo
19. Kokoro no meikyuu (こころの迷宮) Laberinto en el corazón
20. Honoo no Mai/Namida no unmei (sadame) (炎の舞／涙の運命(さだめ)) Danza de fuego/Destino de lágrimas
21. Kuroki kimi, mezameru toki (黒き君、目覚めるとき) Tú, el oscuro, hora de despertar
22. Kuzureyuku…… (くずれゆく……) Derrumbándose……
23. Aijou to yūtō, hijō (愛情と友情、非情) Amor y amistad, sin sentido
24. Koi・ha・tatakai (コイ・ハ・タタカイ) El amor es una batalla
25. Unmei (sadame) no kizahe (運命(さだめ)の刻へ) Hacia la hora del destino
26. Shining☆days Días Brillantes

## Otros trabajos
El manga sigue una historia alterna en la Academia Fuuka. Primero fue serializado en el magazín de Akita Shōnen Shōnen Champion y luego publicado en Norteamérica por TOKYOPOP. n anime alterno, titulado Mai-Otome (舞-乙HiME, Mai-Otome), se emitió en Japón desde octubre del 2005 a marzo de 2006. Esta serie contiene muchos personajes del universo de Mai-HiME, pero tiene una historia completamente diferente.
Se lanzó un juego para la consola PlayStation 2, (舞-HiME 運命の系統樹, Mai-HiME: Unmei no Keitouju) , fue desarrollado por Marvelous Interactive y lanzado en junio 30 del 2005. Este juego sigue una historia diferente del manga y anime, así como un diseño distinto de los personajes. Un remake fue lanzado para el PC.
También hay dos juegos para la consola PlayStation Portable de lucha, Mai-HiME Bakuretsu! Fuuka Gakuen Gekitoushi?! (舞-HiME 爆裂!風華学園激闘史?!, Mai-HiME Bakuretsu! Fuuka Gakuen Gekitoushi?!) y Mai-HiME Senretsu! Shin Fuuka Gakuen Gekitoushi!! (舞-HiME 鮮烈！真風華学園激闘史!!, Mai-HiME Senretsu! Shin Fuuka Gakuen Gekitoushi!!), ambos desarrolladas por Sunrise Interactive.